# Хрещення св. Володимира
Хрещення святого Володимира — одна з трьох великих сатиричних поезій Карла Гавлічка-Боровського, написаних під час його перебування у Брессаноні. Гавлічек використовує матеріал з давньоруської історії: князь Володимир I відкинув язичницького бога Перуна і прийняв християнство. Твір залишився незавершеним або його фінальна частина не зберіглась. Тема взята з "Повісті временних літ", українського літопису початку 12 століття.

## Зміст
Князь Володимир влаштовує бенкет і хоче, щоб бог Перун вдарив громом замість канонади. Але Перун відмовляється, тож князь Володимир заарештовує його. Коли Перуна ув'язнюють, виявляється, що проти нього немає ніякого закону, тому його відправляють на військовий суд, який засуджує його до утоплення в Дніпрі. Потім його прив'язують до кінського хвоста, тягають вулицями і врешті-решт топлять. Раптом Русь опиняється без бога, але нічого не змінюється, люди народжуються і вмирають, поля ростуть, тільки церква більше не має значення. Ніхто більше не платить десятину, ніхто більше не молиться, тому все духовенство збирається на аудієнцію до князя Володимира, де вони вимагають нового бога. Не всі міністри і придворні згодні з новим богом, тому царський радник Матес доручає газетам провести прослуховування кандидатів на нового бога. На прослуховування з'їжджаються посланці від усіх навколишніх релігій і сект.

## Уривок (чеською)
Pro nic za nic robotovat —
nevěděl bych věru,
na tu jeho čekoládu,
že mu na ni seru!

Car necar, svátek nesvátek,
že mi všechno rovno,
ne a ne a nebudu hřmít,
co z toho mám? Hovno!

* * *

Poslyšte, milí křesťané,
tu smutnou novinu,
jak dokonal slovanský bůh
poslední hodinu.

Já jsem sice při tom nebyl,
čet jsem to jen v plátku,
který o tom sepsal Nestor
vnukům na památku.

* * *

Tehdy jeden žurnalista
seděl také v díře,
protože se Bohu rouhal
a psal proti víře.

Soud jej odsoudil, použiv
té příležitosti,
k stejnému trestu s Perunem
kvůli nestrannosti.